# 3364 Zdenka
3364 Zdenka eller 1984 GF är en asteroid i huvudbältet som upptäcktes den 5 april 1984 av den tjeckiske astronomen Antonín Mrkos vid Kleť-observatoriet i Tjeckien. Den är uppkallad efter den tjeckiske astronomen Zdeňka Vávrová.
Asteroiden har en diameter på ungefär 5 kilometer.